# Paola Ampudia
Paola Ampudia est une joueuse colombienne de volley-ball née le 5 août 1988 à  Cali. Elle mesure 1,86 m et joue au poste d'attaquante. 

## Clubs
| Club                     | De        | À         |
| ------------------------ | --------- | --------- |
| University of Missouri   | 2007-2008 | 2009-2010 |
| Leonas de Ponce          | 2011-2011 | 2011-2011 |
| Robursport Volley Pesaro | 2011-2012 | 2011-2012 |
| İqtisadçı VK             | 2012-2012 | 2012-2012 |
| Budowlani Łódź           | 2012-2013 | 2012-2013 |
| Jakarta Electric PLN     | 2013-2014 | 2013-2014 |
| CV Túpac Amaru           | 2014-2015 | 2014-2015 |
| Golem Volley             | jan 2016  | mai 2016  |
| CV Túpac Amaru           | 2016-2017 | …         |